# Comuna Petrîkî, Horodîșce
Petrîkî (în ucraineană Петрики) este o comună în raionul Horodîșce, regiunea Cerkasî, Ucraina, formată din satele Petrîkî (reședința) și Sehedînți.

## Demografie
Componența lingvistică a comunei Petrîkî
     Ucraineană (98,01%)
     Rusă (1,74%)
     Alte limbi (0,25%)
Conform recensământului din 2001, majoritatea populației comunei Petrîkî era vorbitoare de ucraineană (98,01%), existând în minoritate și vorbitori de rusă (1,74%).